# Big Little Lies
Big Little Lies (englisch für ‚Große kleine Lügen‘) ist eine US-amerikanische Fernsehserie aus dem Jahr 2017, die ursprünglich als Miniserie angelegt war. Sie basiert auf dem gleichnamigen Bestsellerroman der australischen Autorin Liane Moriarty (dt. Titel: Tausend kleine Lügen) und wurde vom Produzenten und Drehbuchautor David E. Kelley als schwarzkomödiantisch-dramatischer Fernsehmehrteiler für den US-amerikanischen Sender HBO konzipiert. Die ursprüngliche Handlung des Buches wurde von einer fiktiven Kleinstadt an der Ostküste Australiens ins kalifornische Monterey verlegt: Bei einer Spendengala zugunsten der örtlichen Grundschule kommt es zu einem mysteriösen Todesfall. Mitverstrickt in den möglichen Mord sind fünf Mütter von Erstklässlern (dargestellt von Reese Witherspoon, Nicole Kidman, Shailene Woodley, Laura Dern und Zoë Kravitz).
Die Handlung der ersten Staffel entfaltet sich im Rückblick auf alle Geschehnisse, die vermeintlich zum Todesfall beigetragen haben. Die Identität des Opfers, eine der Hauptfiguren, und die genauen Tatumstände werden im Stile eines klassischen Whodunits erst in der letzten Folge der Staffel gelüftet. Unterbrochen wird der Erzählstrang von Schnitten, Vorausblenden, nicht unmittelbar erkennbaren Traumsequenzen und plötzlichen Ebenenwechseln in Szenen. Schnipselhaft eingestreut werden polizeiliche Befragungen von Eltern und Lehrern der Grundschule in Monterey. Neben Spekulationen über Hergang und Motive werden so Rivalitäten aufgedeckt, die auf zahlreiche Lügen und Geheimnisse zurückzuführen sind. In der zweiten Staffel wird diese Erzählweise fortgesetzt, der aktuelle Ablauf wird durch Rückblenden auf den Vorfall und die polizeilichen Befragungen unterbrochen, sowie durch die Träume und Flashbacks von Bonnie, Celeste und Jane.
Die Erstausstrahlung erfolgte durch HBO in sieben Folgen à 51–59 Minuten vom 19. Februar bis zum 2. April 2017. Regisseur bei allen Folgen war Jean-Marc Vallée, während die Hauptdarstellerinnen Reese Witherspoon und Nicole Kidman als Executive Producers an der Serie beteiligt waren. Die deutschsprachige Erstausstrahlung erfolgte vom 6. April bis 18. Mai 2017 auf dem Sender Sky Atlantic HD. Die deutsche Free-TV-Premiere der ersten Staffel fand ab dem 30. Mai 2018 auf VOX statt. Der Serie wurde überwiegend Lob seitens der Fachkritik zuteil, vor allem für die weibliche Darstellerriege. Bei der Verleihung des US-amerikanischen Fernsehpreises Emmy sowie der Golden Globe Awards folgten u. a. Auszeichnungen in den Kategorien Beste Miniserie sowie für die Darsteller Nicole Kidman, Laura Dern und Alexander Skarsgård. Einige Kritiker verwiesen aufgrund der gebrochenen Melodramatik von Big Little Lies auf eine gewisse „Seifenopernhaftigkeit“ und zogen Vergleiche zur Serie Desperate Housewives. Am 8. Dezember 2017 wurde die Serie von HBO um eine zweite Staffel verlängert. Regie bei allen Folgen der zweiten Staffel führte die britische Regisseurin Andrea Arnold, das Ensemble wurde um Meryl Streep erweitert.

## Staffel 1
In der wohlhabenden Küstengemeinde von Monterey, Kalifornien, kommt es bei der alljährlichen Spendengala zugunsten der örtlichen Grundschule zu einem Todesfall. Während des Kostümfests unter dem Motto „Audrey Hepburn und Elvis Presley“ ist eine Person die Treppe der hinteren Schulterrasse hinuntergestürzt. Während die Identität von Opfer und Täter für den Zuschauer zunächst im Unklaren bleibt, konzentrieren sich die polizeilichen Ermittlungen und Zeugenaussagen der Partygäste vor allem auf die befreundeten Mütter Jane Chapman, Madeline Mackenzie und Celeste Wright und die Geschehnisse in den Wochen davor.

### Jane Chapman
Die alleinerziehende Mutter Jane Chapman ist mit ihrem Sohn Ziggy erst wenige Wochen vor dem Vorfall von Santa Cruz nach Monterey gezogen. Sie arbeitet halbtags als Buchhalterin und bezieht mit Ziggy ein bescheidenes Haus weitab vom Strand. Ihr Sohn ist das Ergebnis einer Vergewaltigung. Jane hat die Tat nie zur Anzeige gebracht und wird von Schuldgefühlen und Albträumen geplagt, die sie mit dem Besitz einer Schusswaffe zu bekämpfen versucht. Am Tag von Ziggys Einschulung in der örtlichen Grundschule macht Jane durch Zufall die Bekanntschaft von Madeline Mackenzie. Diese steht ihr bei, als ihr Sohn beschuldigt wird, die Mitschülerin Amabella misshandelt zu haben, was Ziggy bestreitet. Amabellas Mutter Renata Klein, eine erfolgreiche Karrierefrau und im Vorstand von PayPal, beginnt daraufhin einen Kleinkrieg gegen Jane und Madeline zu führen, nachdem ihre Tochter weiteren Misshandlungen ausgesetzt ist und über den Täter schweigt. Später vertraut sich Jane Madeline an und beide versuchen, ihren Vergewaltiger aufzuspüren. Auch schließt Jane Frieden mit Renata, nachdem sie das Kind ausfindig gemacht hat, das Amabella misshandelte.

### Madeline Mackenzie
Madeline Mackenzie ist in zweiter Ehe mit dem Computerspezialisten Ed verheiratet. Sie bewohnen mit ihrer gemeinsamen Tochter Chloe sowie Madelines älterer Tochter Abigail, die aus einer früheren Ehe mit Nathan Carlson stammt, ein großes Strandhaus. Madeline ist Hausfrau und arbeitet halbtags für das Stadttheater. Sie ist in Monterey bekannt dafür, sich gerne um die Belange anderer Leute zu kümmern. Gemeinsam mit dem Regisseur Joseph, mit dem sie eine heimliche Affäre unterhielt, plant sie das Musical Avenue Q auf die Bühne zu bringen, was für Kontroversen sorgt. Madeline ist eifersüchtig auf die unkonventionelle und lebenslustige Yoga-Lehrerin Bonnie, die neue, jüngere und attraktive Frau ihres Ex-Mannes. Nathan und Bonnie haben mit Skye eine Tochter in Chloes Alter. Gleichzeitig fühlt sich Madelines pubertierende ältere Tochter Abigail mehr zur Familie ihres leiblichen Vaters hingezogen. Ebenfalls entsteht im Verlauf der Serie eine Rivalität zwischen Ed und Nathan, während Madeline kurzzeitig ihre Affäre mit Joseph wiederaufnimmt. Dies bleibt von Josephs eifersüchtiger Ehefrau nicht unbemerkt.

### Celeste Wright
Celeste Wright ist mit Perry verheiratet und die beste Freundin von Madeline. Aus der Ehe mit dem wohlhabenden Unternehmer, der sich oft auf Geschäftsreisen im In- und Ausland befindet, gingen die Zwillingssöhne Max und Josh hervor. Die Familie bewohnt einen luxuriösen Bungalow an der Küste. Ihr scheinbares Bilderbuchleben sowie die Tatsache, dass Celeste älter ist als ihr Ehemann, sorgen immer wieder für Lästereien unter den Einwohnern Montereys. Tatsächlich neigt Perry zu Eifersucht und Gewalt. Er agiert beim gemeinsamen Sex zunehmend aggressiver und gewalttätiger. Das Paar konsultiert daraufhin eine Therapeutin. Im Verlauf der Serie nehmen die Gewaltexzesse von Perry zu, nachdem Celeste u. a. gegen seinen Willen ihre Arbeit als Anwältin kurzzeitig wiederaufgenommen hat. Er misshandelt Celeste, die sich nur ihrer Therapeutin anvertraut. Celeste folgt nach anfänglicher Weigerung dem Rat ihrer Therapeutin und mietet heimlich eine Wohnung an. Sie will Perry mit ihren Kindern verlassen. Bestärkt in ihrem Entschluss wird sie von der ahnungslosen Jane, die herausfindet, dass Celestes Sohn Max die kleine Amabella misshandelt hat.

### Auflösung
Am Tag der Spendengala überschlagen sich die Ereignisse. Perry kommt durch Zufall hinter die Pläne von Celeste. Er betrinkt sich auf der Kostümparty und versucht erfolglos, seine Frau zum Bleiben zu überreden. Auf der hinteren Terrasse des Schulgeländes verliert Perry schließlich die Kontrolle. Er schlägt und tritt wie im Rausch auf Celeste ein, nachdem Jane in ihm ihren Vergewaltiger wiedererkannt hat. Jane, Madeline und Renata versuchen erfolglos, Perry und Celeste voneinander zu trennen, als ihn die plötzlich herbeieilende Bonnie, heimlich Zeugin der Auseinandersetzung, die Treppe hinunterstößt. Die Frauen sprechen sich ab und sagen später aus, es habe sich bei Perrys Treppensturz um einen Unfall gehandelt.
Die Staffel endet mit Bildern von Jane, Madeline, Celeste, Renata und Bonnie, die gemeinsam mit ihren Kindern ausgelassen, aber auch nachdenklich einen Tag am Strand verbringen. Aus der Ferne wird die Gruppe beobachtet – mutmaßlich von der ermittelnden Polizeibeamtin Adrienne Quinlan.

## Staffel 2
Die zweite Staffel spielt in der Zeit nach Perrys Tod, hauptsächlich im Herbst darauf, zum Beginn des nächsten Schuljahres. Die Handlung dreht sich wieder um die fünf Hauptfiguren und darum, wie sie mit den Folgen des Todes umgehen. Die Polizei versucht indes immer noch, die Hintergründe des Todes aufzuklären und einen Schuldigen zu finden.

### Renata Klein
Renatas Mann Gordon wird wegen illegaler Wertpapiergeschäfte verhaftet, die Kleins müssen all ihre Vermögenswerte einem Treuhänder anvertrauen, der die Ansprüche der Gläubiger im Insolvenzverfahren priorisiert. Renata, die sich aus ärmlichen Verhältnissen emporgearbeitet hat, ist von dem materiellen und gesellschaftlichen Absturz tief gedemütigt und verletzt, zumal unter den Gläubigern auch das Kindermädchen Juliette ist, die für sexuelle Gefälligkeiten an Gordon entschädigt werden will.

### Madeline Mackenzie
Aufgrund einer Indiskretion ihrer Tochter Chloe erfahren die Kinder, dass Perry der Vater von Ziggy Chapman ist und somit Max und Josh seine Halbbrüder. Madelines Mann Ed sieht einen Vertrauensbruch darin, dass Madeline das Geheimnis von Ziggys Herkunft aber auch ihre Affäre mit Joseph zwar mit ihren Kindern zu teilen scheint, aber nicht mit ihm. Er wendet sich zwischenzeitlich von ihr ab und eine Trennung steht in der Luft.

### Bonnie Carlson
Bonnie ist durch den Tod von Perry aufgewühlt. Sie verhält sich abwesend und zeigt Zeichen einer Depression. Ihr Mann Nathan ruft ihre Mutter Elizabeth zur Hilfe. Das Verhältnis zwischen Mutter und Tochter ist angespannt. Als Bonnies Mutter nach einem Schlaganfall im Koma liegt und Bonnie an ihrer Seite wacht, ruft sie sich die Erlebnisse ihrer Kindheit als Ursache für ihr schwieriges Verhältnis ins Gedächtnis. Als ihre Mutter wieder zu sich kommt, bittet sie Bonnie um Sterbehilfe. Bonnie klärt für sich die Beziehung zu ihrer Mutter, die nach einem weiteren Schlaganfall stirbt. Sie beschließt, ihre Lebenslügen hinter sich zu lassen und trennt sich von Nathan, den sie nie geliebt hat.

### Jane Chapman
Jane leidet anhaltend an Flashbacks ihres erlittenen Traumas und dem damit verbundenen posttraumatischen Stress. Sie hat inzwischen einen Job als Kinderbetreuerin im örtlichen Erlebnisaquarium gefunden. Dort lernt sie Corey kennen, einen verantwortungsbewussten reflektierten jungen Mann, der sich auch gut mit Ziggy versteht. Mit Corey lässt sie sich sehr zögerlich auf eine Beziehung ein.

### Celeste Wright
Celeste hat mit dem Trauma ihrer Ehe und dem Tod ihres Mannes zu kämpfen. Sie nimmt Tabletten, geht mit Barbekanntschaften ins Bett und verursacht einen (harmlosen) Autounfall. Ihre Schwiegermutter Mary-Louise kommt, um sie zu unterstützen. Mary-Louise versucht, ein heiles Bild ihres Sohnes Perry zu bewahren. Sie baut vorsichtig Kontakt zu Jane und zu Ziggy, ihrem unverhofften weiteren Enkel, auf. Mary-Louise geht vor Gericht, um das Sorgerecht für Celestes Söhne Max und Josh zu erlangen, wobei sie argumentiert, Celeste sei zu instabil, um ihnen ein sicheres Zuhause zu bieten.

### Auflösung
In einer dramatischen Gerichtsszene stellt Mary-Louises Anwalt Ira Farber Celestes Privat- und Sexleben bloß – offenbar hat Mary-Louise ihre Schwiegertochter über Wochen von Privatdetektiven überwachen lassen. Celeste, die immer noch als Anwältin in Kalifornien zugelassen ist, besteht darauf, umgekehrt Mary-Louise zu befragen und konfrontiert sie im Zeugenstand mit dem Tod ihres Sohnes Raymond, Perrys Bruder, in einem Autounfall, bei dem Mary-Louise am Steuer saß. Sie argumentiert, die Vorwürfe, die Mary-Louise ihrem Sohn Perry gemacht habe sowie die Gewalt in der Erziehung sei die Wurzel von Perrys gewaltsamem Verhalten gewesen. Celeste siegt, die vier anderen der „Monterey Five“ sind als Zuschauer dabei und erleben, wie sie ihr Sorgerecht behalten darf. Die Belastung durch die vielen Lügen, die Perrys Tod mit sich gebracht hat, wird speziell Bonnie zu viel, die Schluss mit den Lügen machen will. In der Schlussszene sieht man, wie die fünf gemeinsam zur Polizeistation gehen, vermutlich um die Wahrheit über Perrys Tod zu bezeugen.

## Besetzung und Synchronisation
Die deutschsprachige Synchronisation entsteht bei der Film- & Fernseh-Synchron unter der Dialogregie von Erik Paulsen, welcher zusammen mit Angelika Brötzmann auch die Dialogbücher schreibt.
| Hauptfigur                 | Darsteller          | Deutscher Sprecher                                 |
| -------------------------- | ------------------- | -------------------------------------------------- |
| Madeline Martha Mackenzie  | Reese Witherspoon   | Manja Doering                                      |
| Celeste Wright             | Nicole Kidman       | Petra Barthel                                      |
| Jane Chapman               | Shailene Woodley    | Tanya Kahana                                       |
| Perry Wright               | Alexander Skarsgård | Sascha Rotermund                                   |
| Ed Mackenzie               | Adam Scott          | Tobias Nath                                        |
| Bonnie Carlson             | Zoë Kravitz         | Anja Stadlober                                     |
| Nathan Carlson             | James Tupper        | Viktor Neumann                                     |
| Gordon Klein               | Jeffrey Nordling    | Andreas Fröhlich (St. 1) Thomas Schmuckert (St. 2) |
| Renata Klein               | Laura Dern          | Sabine Jaeger                                      |
| Ziggy Chapman              | Iain Armitage       | Carlo Clarén                                       |
| Abigail Carlson            | Kathryn Newton      | Jodie Blank                                        |
| Mary Louise Wright (St. 2) | Meryl Streep        | Dagmar Dempe                                       |

1. 1 2  Nebenfigur in Staffel 1

## Rezeption

### Anglo-amerikanischer Raum
Nach ihrer Ausstrahlung erhielt die Serie im anglo-amerikanischen Raum überwiegend gute bis sehr gute Kritiken. Auf der Webseite Rotten Tomatoes hält Big Little Lies derzeit (Stand: Januar 2018) eine Bewertung von 92 Prozent, basierend auf 98 englischsprachigen Kritiken und einer Durchschnittswertung von 8,0/10. Das Fazit der Seite lautet: „Beißend komisch und süchtig machend, bietet ‚Big Little Lies‘ eine spannende, erhellende Fahrt mit unerwarteten Wendungen, angeführt von einer erstklassigen Schauspielriege“. Auf Metacritic erhielt die Serie eine Bewertung von 75 Prozent, basierend auf 42 ausgewerteten Kritiken.

### Deutschsprachiger Raum

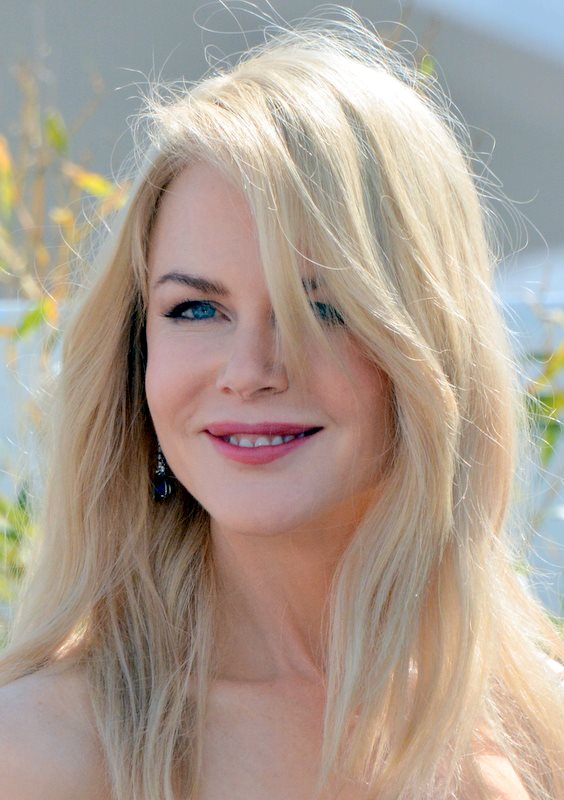
Nicole Kidman wurde für die Darstellung der unter häuslicher Gewalt leidenden Celeste viel Lob seitens der Kritiker und ihr erster Emmy zuteil. Es war für sie der erste Serienauftritt seit Bangkok Hilton (1989).

Ulf Pape (Spiegel Online) fasste „Gewalt“ (häusliche Gewalt, Vergewaltigung, Mobbing, Erpressung, Mord), die sich vor Kindern abspielt, als eigentliches Thema von Big Little Lies auf. Die Serie avanciere auf diese Weise „zu einem großen erzählerischen Wurf“: „Gewalt dient der Serie […] aber nicht als schrilles Mittel der Überzeichnung von Wohlstandsverwahrlosung. Vielmehr spürt sie den Bedingungen der Gewalt nach, den Lügen, mit denen die Gewalttätigen gedeckt werden, oder auch dem Trauma, das Gewalt zur Folge hat“, so Pape. Ebenfalls sehenswert umgesetzt seien das Thema „Overparenting“ und die Darstellerleistungen von Nicole Kidman, Reese Witherspoon, Shailene Woodley (nach Pape jene Figur, „die zusammenhält, was bald zu explodieren droht“) und Laura Dern. „Die Serie stellt das Versagen der Eltern aus, lässt aber auch eine Sorge mitfühlen, die nicht nur Eltern kennen: die Sorge, dass Kinder verdorben werden. Es ist schließlich eine Frage des Gemeinwohls, dass wir keine Monster heranziehen.“, so Pape.
Jürgen Schmieder (Süddeutsche Zeitung) zählte Big Little Lies aufgrund der langsamen, detailreichen Erzählweise zum Genre des „Slow Burn TV“. Die düstere Seifenoper besteche durch faszinierende Frauenfiguren; es gebe keine sympathische Figur. Schmieder lobte die Darstellerinnen Nicole Kidman, Laura Dern, Shailene Woodley und Reese Witherspoon, die er zu den „besten Schauspielerinnen der Welt“ zählte. Auch lobte er die Regiekunst von Jean-Marc Vallée, die über manche langatmige Drehbuchpassage hinweghelfe.
Anna-Maria Wallner (Die Presse) sah „eines der Serien-Highlights“ 2017 und „das ernstere, realistischere Pendant zu Desperate Housewives“. „Diese Sozialstudie im Reichenmilieu ist eine (vor allem bei Kidmans Therapeutenbesuchen) hervorragend gespielte Unterhaltung mit Tiefgang.“, so Wallner.
Ursula Scheer (Frankfurter Allgemeine Zeitung) hinterfragte kritisch, welches Ziel der Sender HBO mit der starbesetzten Serie verfolge, die thematisch irgendwo zwischen Desperate Housewives, Der Feind in meinem Bett und Der Gott des Gemetzels liege und „zwischen Krimi, Beziehungsdrama, Komödie und Seifenoper, die in der privilegierten weißen Oberschicht“ spiele. Regisseur Jean-Marc Vallée zerreiße lustvoll die schöne Oberfläche mit Schnitten, Flashbacks, Vorausblicken, nicht unmittelbar erkennbaren Traumsequenzen, plötzlichen Ebenenwechseln in Szenen sowie Schnipsel von polizeilichen Verhören. Vallées gekonnte Technik erzeuge aber in den ersten vier Folgen Längen; die Probleme der Charaktere würden zu banal erscheinen, die Andeutungen kalt lassen. Die Serie sei „auch ein Opfer ihres Formats: zu lang für ein konzentriertes Drama, zu kurz für klatschsüchtige Einblicke in die letzten biographischen Winkel, findet sie einfach nicht zu ihrer Form.“, so Scheer, die sich aber lobend über die Hauptdarstellerinnen Reese Witherspoon und Nicole Kidman äußerte.
Marietta Steinhart (Zeit Online) bezeichnete Big Little Lies als „seifiges Melodram“ bzw. „High-End-Seifenoper“ und führte es als weiteres Beispiel dafür an, wie der Sender HBO an Bedeutung verliere. Regisseur Jean-Marc Vallée sei „weder eine Sozialstudie noch ein gesellschaftskritischer Thriller geglückt“, die Serie würde am ehesten überzeugen, „wenn sie die Schattenseiten ihrer Protagonistinnen“ entblöße, so Steinhart. Die Kritikerin bevorzugte die ähnlich gelagerte Serie The Affair, die schöner erzählt und dramatisch spannender sei.

### Auszeichnungen
Big Little Lies erhielt am 5. August 2017 den Television Critics Association Award in der Kategorie „Bester Fernsehfilm, Beste Miniserie und Bestes Special“.
Bei der am 17. September 2017 veranstalteten Verleihung der Primetime Emmys folgten 16 Nominierungen und Siege in sechs Kategorien, darunter für die beste Miniserie.
Bei Bekanntgabe der Nominierungen für die Golden Globe Awards 2018 erhielt Big Little Lies sechs Nominierungen und führt das Favoritenfeld in der Sparte Fernsehen an. Die Miniserie, Dern, Kidman und Skarsgård gewannen die Preise. Auch bei den Screen Actors Guild Awards 2018 erhielt die Serie gemeinsam mit GLOW und Stranger Things die meisten Nominierungen (je 4).
| Preis                           | Kategorie                                                          | Nominierte                                                                             | Resultat  |
| ------------------------------- | ------------------------------------------------------------------ | -------------------------------------------------------------------------------------- | --------- |
| Primetime Emmys 2017            | Beste Miniserie                                                    | Big Little Lies                                                                        | Gewonnen  |
| Primetime Emmys 2017            | Beste Regie (Miniserie, Fernsehfilm oder dramatisches Special)     | Jean-Marc Vallée                                                                       | Gewonnen  |
| Primetime Emmys 2017            | Bestes Drehbuch (Miniserie, Fernsehfilm oder dramatisches Special) | David E. Kelley                                                                        | Nominiert |
| Primetime Emmys 2017            | Beste Hauptdarstellerin (Miniserie oder Fernsehfilm)               | Nicole Kidman                                                                          | Gewonnen  |
| Primetime Emmys 2017            | Beste Hauptdarstellerin (Miniserie oder Fernsehfilm)               | Reese Witherspoon                                                                      | Nominiert |
| Primetime Emmys 2017            | Bester Nebendarsteller (Miniserie oder Fernsehfilm)                | Alexander Skarsgård                                                                    | Gewonnen  |
| Primetime Emmys 2017            | Beste Nebendarstellerin (Miniserie oder Fernsehfilm)               | Laura Dern                                                                             | Gewonnen  |
| Primetime Emmys 2017            | Beste Nebendarstellerin (Miniserie oder Fernsehfilm)               | Shailene Woodley                                                                       | Nominiert |
| Primetime Emmys 2017            | Beste Kamera (Miniserie oder Fernsehfilm)                          | Yves Bélanger                                                                          | Nominiert |
| Primetime Emmys 2017            | Beste zeitgenössische Kostüme (Serie, Miniserie oder Fernsehfilm)  | Alix Friedberg, Risa Garcia, Patricia McLaughlin                                       | Gewonnen  |
| Primetime Emmys 2017            | Bestes Make-up (Miniserie oder Fernsehfilm – nicht-prothetisch)    | Steve Artmont, Nicole Artmont, Angela Levin, Molly R. Stern, Claudia Humburg           | Nominiert |
| Primetime Emmys 2017            | Bestes Haarstyling (Miniserie oder Fernsehfilm)                    | Michelle Ceglia, Nickole C. Jones, Lona Vigi, Frances Mathias, Jocelyn Mulhern         | Nominiert |
| Primetime Emmys 2017            | Bester Einzel-Kamera-Schnitt (Miniserie oder Fernsehfilm)          | Veronique Barbe, David Berman, Justin LaChance, Maxime Lahaie, Sylvain Lebel, Jim Vega | Nominiert |
| Primetime Emmys 2017            | Bester Ton (Miniserie oder Fernsehfilm)                            | Gavin Fernandes, Louis Gignac, Brendan Beebe                                           | Nominiert |
| Primetime Emmys 2017            | Beste Musik-Supervision                                            | Susan Jacobs                                                                           | Gewonnen  |
| Primetime Emmys 2017            | Bestes Casting (Miniserie, Fernsehfilm oder Special)               | David Rubin                                                                            | Gewonnen  |
| TCA Awards 2017                 | Bestes Fernsehprogramm                                             | Big Little Lies                                                                        | Nominiert |
| TCA Awards 2017                 | Bester Fernsehfilm, Miniserie und Special                          | Big Little Lies                                                                        | Gewonnen  |
| TCA Awards 2017                 | Beste Darstellerin – Drama                                         | Nicole Kidman                                                                          | Nominiert |
| Golden Globe Awards 2018        | Miniserie oder Fernsehfilm                                         | Big Little Lies                                                                        | Gewonnen  |
| Golden Globe Awards 2018        | Beste Hauptdarstellerin (Miniserie oder Fernsehfilm)               | Nicole Kidman                                                                          | Gewonnen  |
| Golden Globe Awards 2018        | Beste Hauptdarstellerin (Miniserie oder Fernsehfilm)               | Reese Witherspoon                                                                      | Nominiert |
| Golden Globe Awards 2018        | Bester Nebendarsteller (Serie, Miniserie oder Fernsehfilm)         | Alexander Skarsgård                                                                    | Gewonnen  |
| Golden Globe Awards 2018        | Beste Nebendarstellerin (Serie, Miniserie oder Fernsehfilm)        | Laura Dern                                                                             | Gewonnen  |
| Golden Globe Awards 2018        | Beste Nebendarstellerin (Serie, Miniserie oder Fernsehfilm)        | Shailene Woodley                                                                       | Nominiert |
| Screen Actors Guild Awards 2018 | Beste Darstellerin (Miniserie oder Fernsehfilm)                    | Laura Dern                                                                             | Nominiert |
| Screen Actors Guild Awards 2018 | Beste Darstellerin (Miniserie oder Fernsehfilm)                    | Nicole Kidman                                                                          | Gewonnen  |
| Screen Actors Guild Awards 2018 | Beste Darstellerin (Miniserie oder Fernsehfilm)                    | Reese Witherspoon                                                                      | Nominiert |
| Screen Actors Guild Awards 2018 | Bester Darsteller (Serie, Miniserie oder Fernsehfilm)              | Alexander Skarsgård                                                                    | Gewonnen  |

## Episodenliste

### Staffel 1
| Nr. (ges.) | Nr. (St.) | Deutscher Titel        | Originaltitel         | Erstausstrahlung USA                       | Deutschsprachige Erstausstrahlung (D) | Regie            | Drehbuch        | Zuschauer (USA) |
| ---------- | --------- | ---------------------- | --------------------- | ------------------------------------------ | ------------------------------------- | ---------------- | --------------- | --------------- |
| 1          | 1         | Willkommen in Monterey | Somebody’s Dead       | 19. Feb. 2017                              | 6. Apr. 2017                          | Jean-Marc Vallée | David E. Kelley | 1,13 Mio.       |
| 2          | 2         | Stutenbissigkeiten     | Serious Mothering     | 24. Feb. 2017 (online) 26. Feb. 2017 (HBO) | 13. Apr. 2017                         | Jean-Marc Vallée | David E. Kelley | 0,56 Mio.       |
| 3          | 3         | Geplatzte Träume       | Living the Dream      | 5. März 2017                               | 20. Apr. 2017                         | Jean-Marc Vallée | David E. Kelley | 1,04 Mio.       |
| 4          | 4         | Hart auf Hart          | Push Comes to Shove   | 12. März 2017                              | 27. Apr. 2017                         | Jean-Marc Vallée | David E. Kelley | 1,04 Mio.       |
| 5          | 5         | Gebrannte Kinder       | Once Bitten           | 19. März 2017                              | 4. Mai 2017                           | Jean-Marc Vallée | David E. Kelley | 1,17 Mio.       |
| 6          | 6         | Brennende Liebe        | Burning Love          | 26. März 2017                              | 11. Mai 2017                          | Jean-Marc Vallée | David E. Kelley | 1,39 Mio.       |
| 7          | 7         | Abgesang               | You Get What You Need | 2. Apr. 2017                               | 18. Mai 2017                          | Jean-Marc Vallée | David E. Kelley | 1,86 Mio.       |

### Staffel 2
| Nr. (ges.) | Nr. (St.) | Deutscher Titel         | Originaltitel        | Erstausstrahlung USA | Deutschsprachige Erstausstrahlung (D) | Regie         | Drehbuch        | Zuschauer (USA) |
| ---------- | --------- | ----------------------- | -------------------- | -------------------- | ------------------------------------- | ------------- | --------------- | --------------- |
| 8          | 1         | Was haben sie getan?    | What Have They Done? | 9. Juni 2019         | 10. Juni 2019                         | Andrea Arnold | David E. Kelley | 1,42 Mio.       |
| 9          | 2         | Verräterische Herzen    | Tell-Tale Hearts     | 16. Juni 2019        | 17. Juni 2019                         | Andrea Arnold | David E. Kelley | 1,47 Mio.       |
| 10         | 3         | Das Ende der Welt       | The End of the World | 23. Juni 2019        | 24. Juni 2019                         | Andrea Arnold | David E. Kelley | 1,62 Mio.       |
| 11         | 4         | Vorahnungen             | She Knows            | 30. Juni 2019        | 1. Juli 2019                          | Andrea Arnold | David E. Kelley | 1,61 Mio.       |
| 12         | 5         | Hassliebe               | Kill Me Now          | 7. Juli 2019         | 8. Juli 2019                          | Andrea Arnold | David E. Kelley | 1,77 Mio.       |
| 13         | 6         | Die schlechte Mutter    | The Bad Mother       | 14. Juli 2019        | 15. Juli 2019                         | Andrea Arnold | David E. Kelley | 1,63 Mio.       |
| 14         | 7         | Jetzt will ich’s wissen | I Want to Know       | 21. Juli 2019        | 22. Juli 2019                         | Andrea Arnold | David E. Kelley | 1,98 Mio.       |